# Von der Leyen (familie din Krefeld)

Blazonul familiei

Von der Leyen (pronunție în germană [fɔn deːɐ̯ ˈlaɪən]) este o familie nobiliară germană care au făcut avere ca comercianți de mătase și industriași de țesături de mătase. Familia Menonite a înființat o importantă afacere cu textile în Krefeld în secolul al XVIII-lea. În perioada sa de glorie, afacerea a livrat mătase celor mai multe curți europene și dinastii aristocratice. Familia a fost înnobilată în 1786 și o ramură a fost ridicată la rangul baronal de către Napoleon în 1813 și de regele Prusiei în 1816.
Familia nu este înrudită cu Casa princiară Leyen, care poartă și numele von der Leyen.

## Istorie
Primul membru cunoscut al familiei a fost Peter von der Leyen, menționat în 1579 în Radevormwald, unde familia producea decorațiuni; numele de familie derivă dintr-un sat încorporat numit Leye. În 1656 conducătorul lor catolic, Philip William, Electorul Palatin, a introdus taxe mari de penalizare pentru anabaptiști și menoniți, ceea ce l-a făcut pe menonitul Adolf von der Leyen (c. 1624–1698) să caute refugiu în orașul Krefeld, la vremea aceea condus de Casa mai tolerantă de Orange-Nassau. Atunci șeful familiei, Heinrich von der Leyen, și-a asigurat cetățenia în 1668 și și-a înființat afacerea cu ridicata. De asemenea, a continuat afacerea cu mătase a familiei în oraș. În 1693, menoniților din Krefeld li sa permis să-și construiască propria biserică.
În 1720, Peter von der Leyen a fondat o fabrică de producție de mătase pentru cusut, iar în 1724, frații Johann, Friedrich și Heinrich (nepoți ai lui Adolf) au fondat o fabrică de vopsit mătasea. Întreprinderile de familie s-au extins rapid și au concurat cu companiile din Köln. Krefeld ajunsese sub stăpânirea regelui Prusiei în 1702, iar regii Frederic William I și Frederic cel Mare au căutat să protejeze și să dezvolte producția internă de mătase și au ajutat afacerea von der Leyen să se extindă în continuare, acordându-le un monopol de producție de mătase pentru Prusia. Frederic cel Mare a rămas în casa familiei Krefeld după ce a câștigat bătălia de la Krefeld în 1758.
Franz Heinrich Heydweiller a moștenit afacerea cu ciorapi de mătase în 1749 de la văduva lui Peter, care era soacra sa. Această nouă companie a fost interzisă de guvern să concureze cu compania-mamă. Cu toate acestea, a supraviețuit și a înflorit după trecerea la fabricarea panglicilor de catifea.
Până în 1763, jumătate din populația din Krefeld, de 6082 persoane, lucra pentru fabricile von der Leyen. În 1760, familia a fondat fundația Von der Leyen pentru a sprijini menoniții locali și în 1768 a dat bani pentru o orgă în Biserica Menonită din Krefeld.
Familia a construit multe fabrici și clădiri rezidențiale în Krefeld, dintre care unele au supraviețuit bombardamentelor celui de-al Doilea Război Mondial. Succesul afacerii cu mătase a familiei a fost atribuit modului în care aceștia funcționau, fără control guvernamental. Monopolul Von der Leyen al industriei mătăsii a fost în cele din urmă încheiat în timpul ocupației franceze din 1794.

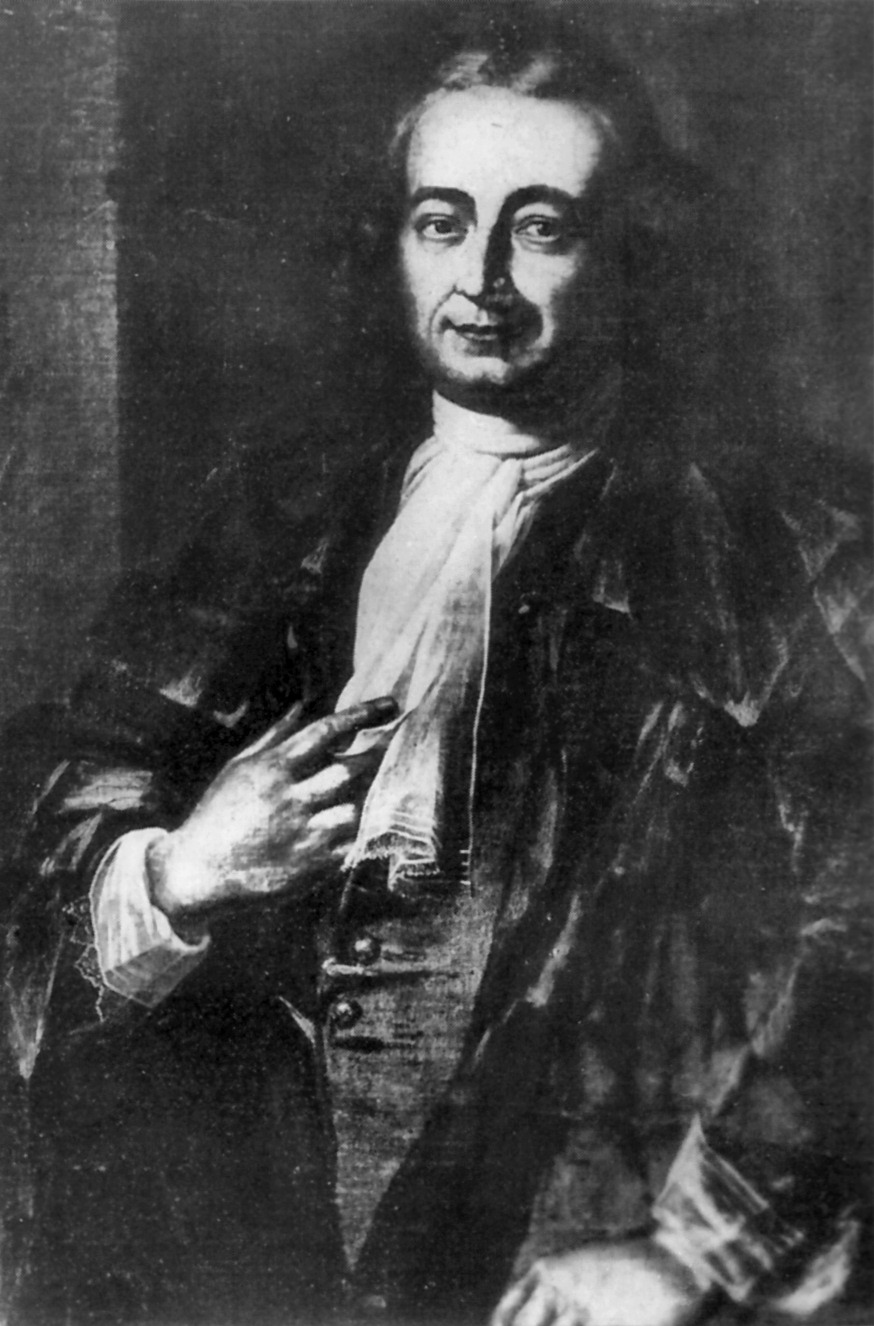
Peter von der Leyen (1697–1742)
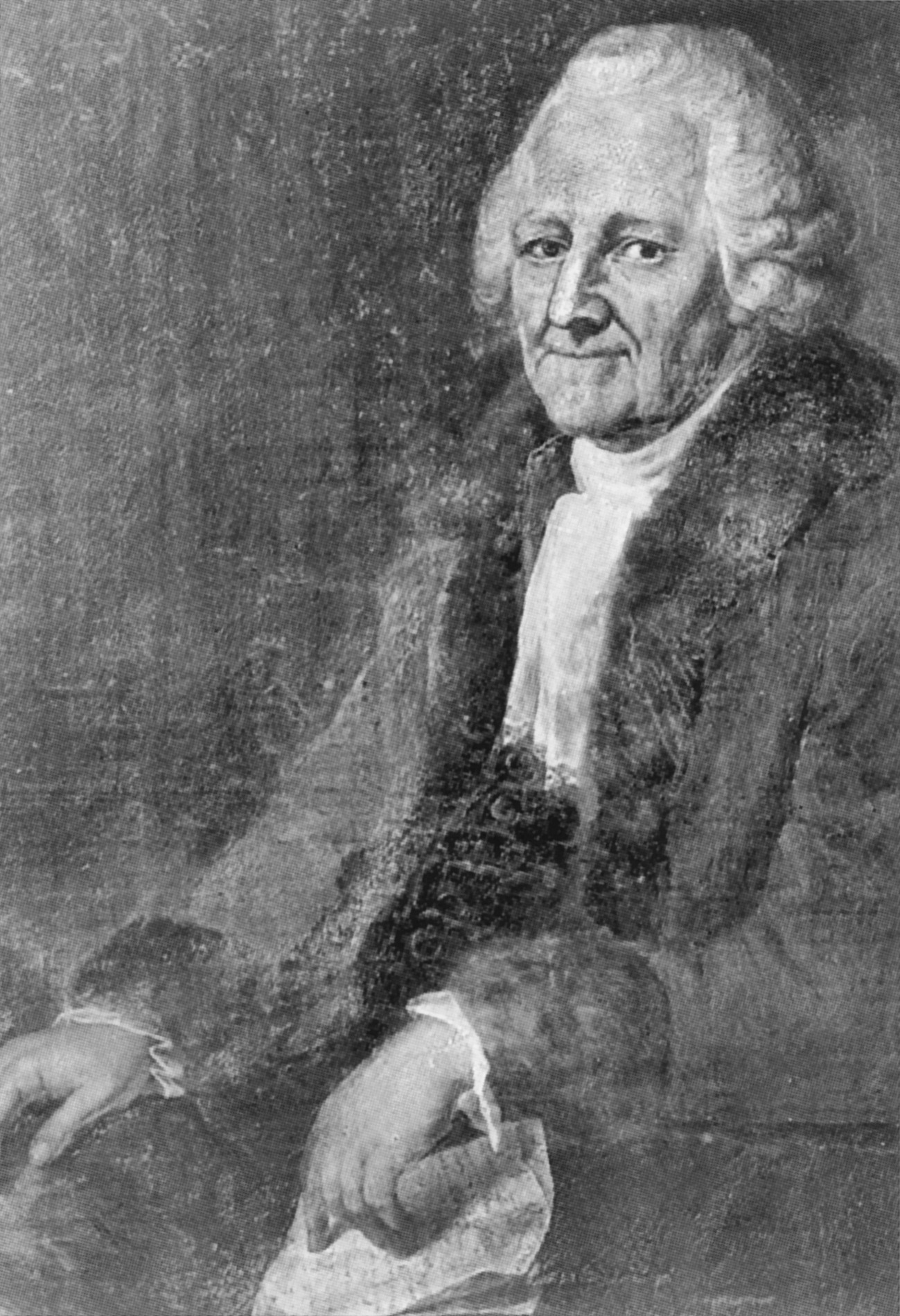
Friedrich von der Leyen (1701–1778)
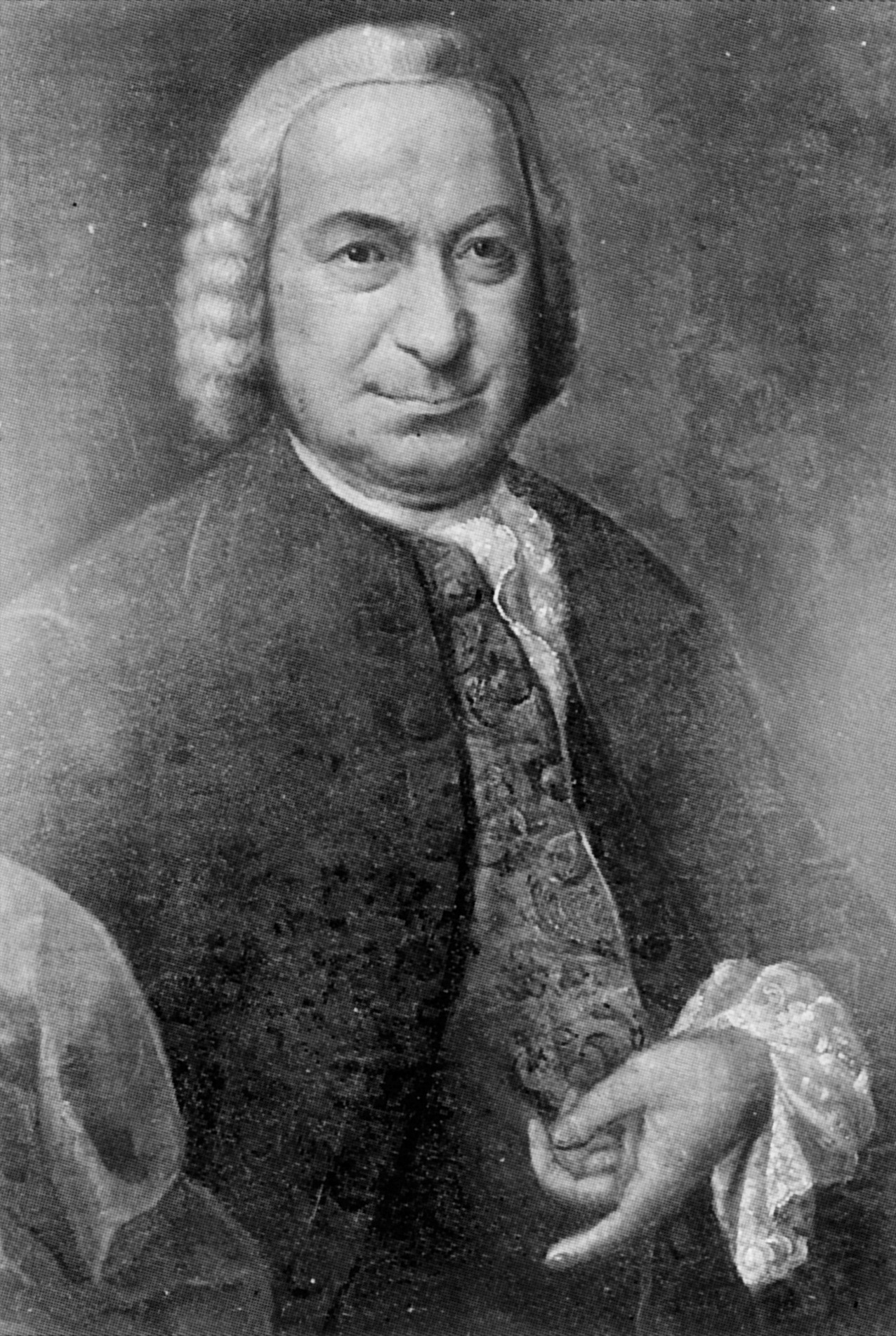
Heinrich von der Leyen (1708–1782)
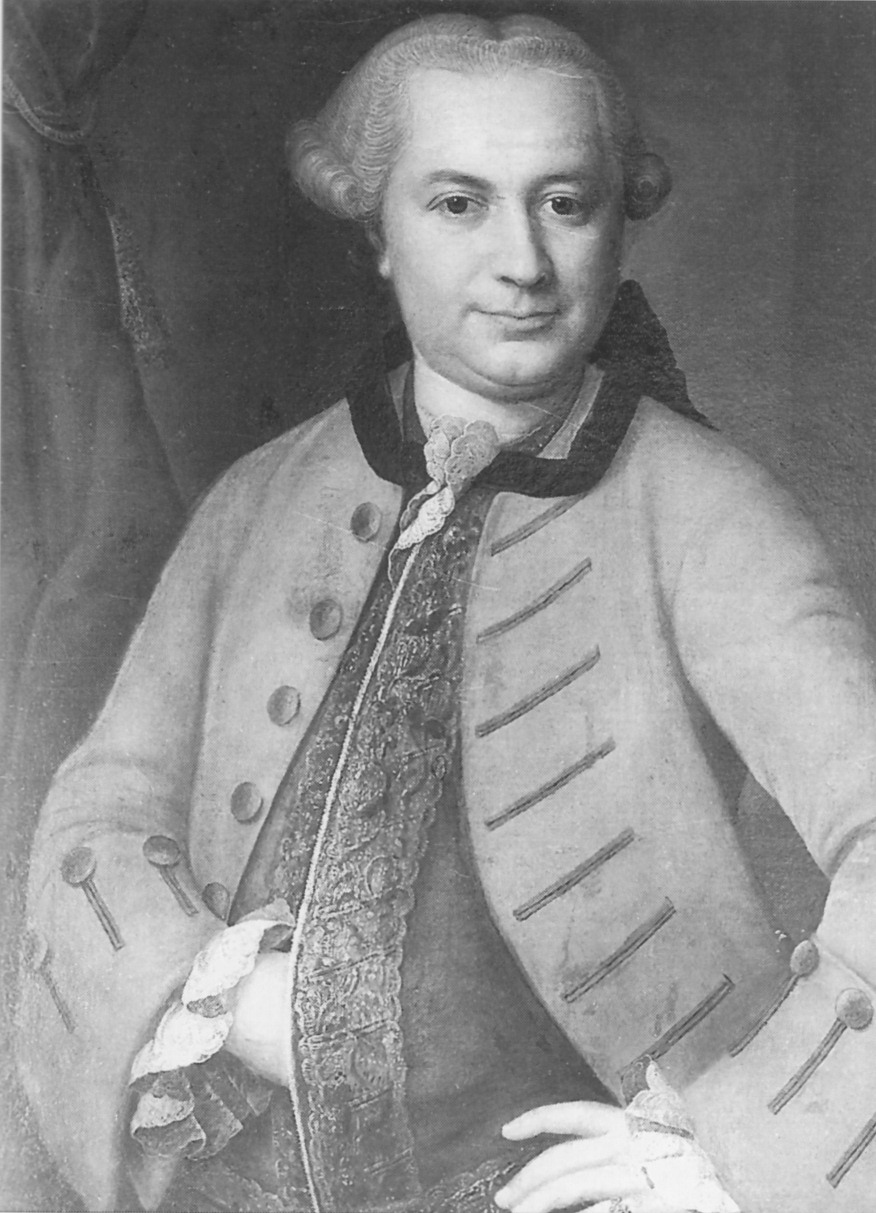
Friedrich von der Leyen (1732–1787)
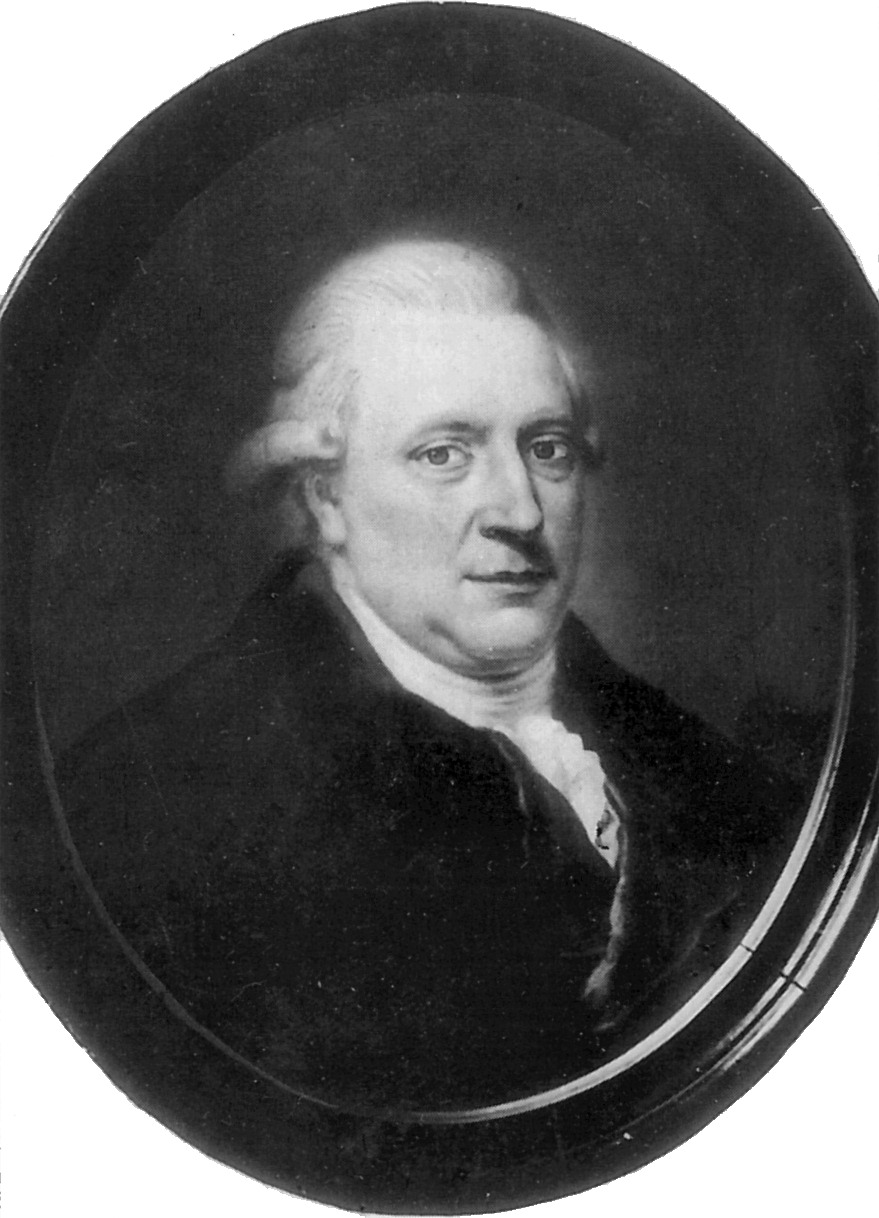
Johann von der Leyen (1734–1795)
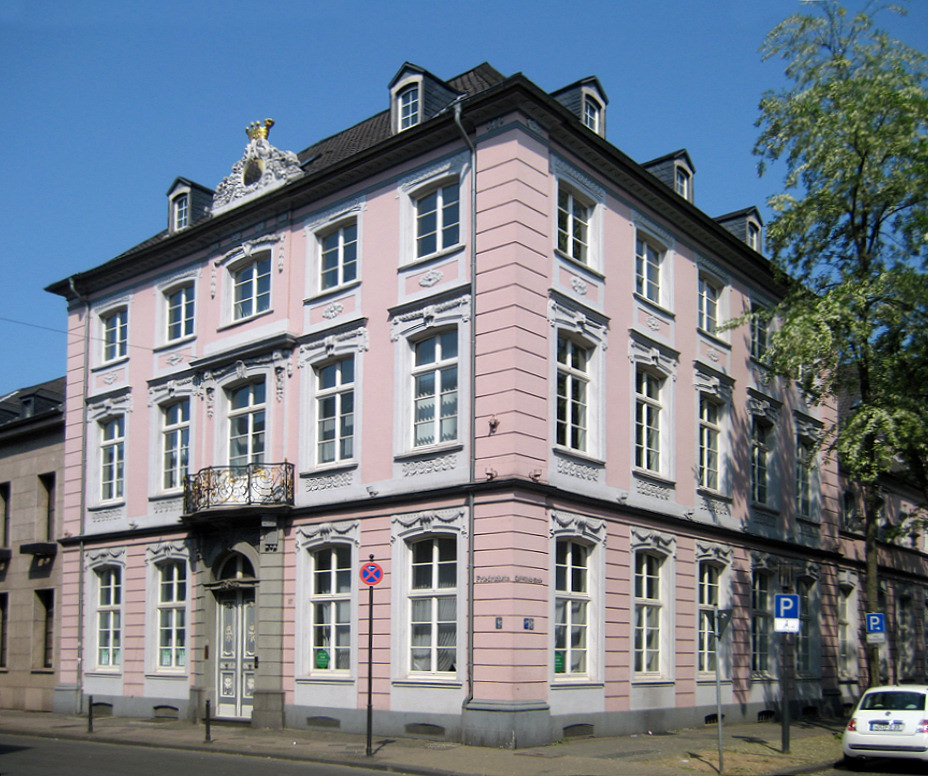
Casa lui Johann von der Leyen din 1766/76 din Krefeld
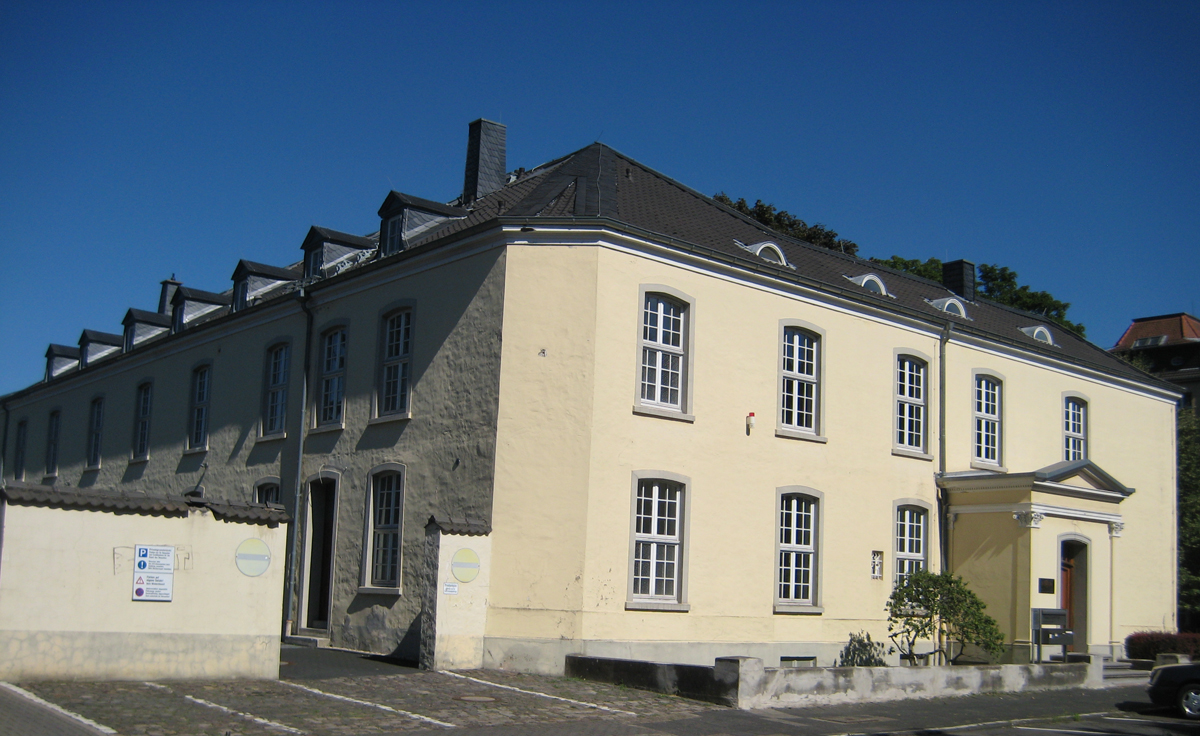
Casa Leyental, Krefeld, din 1777
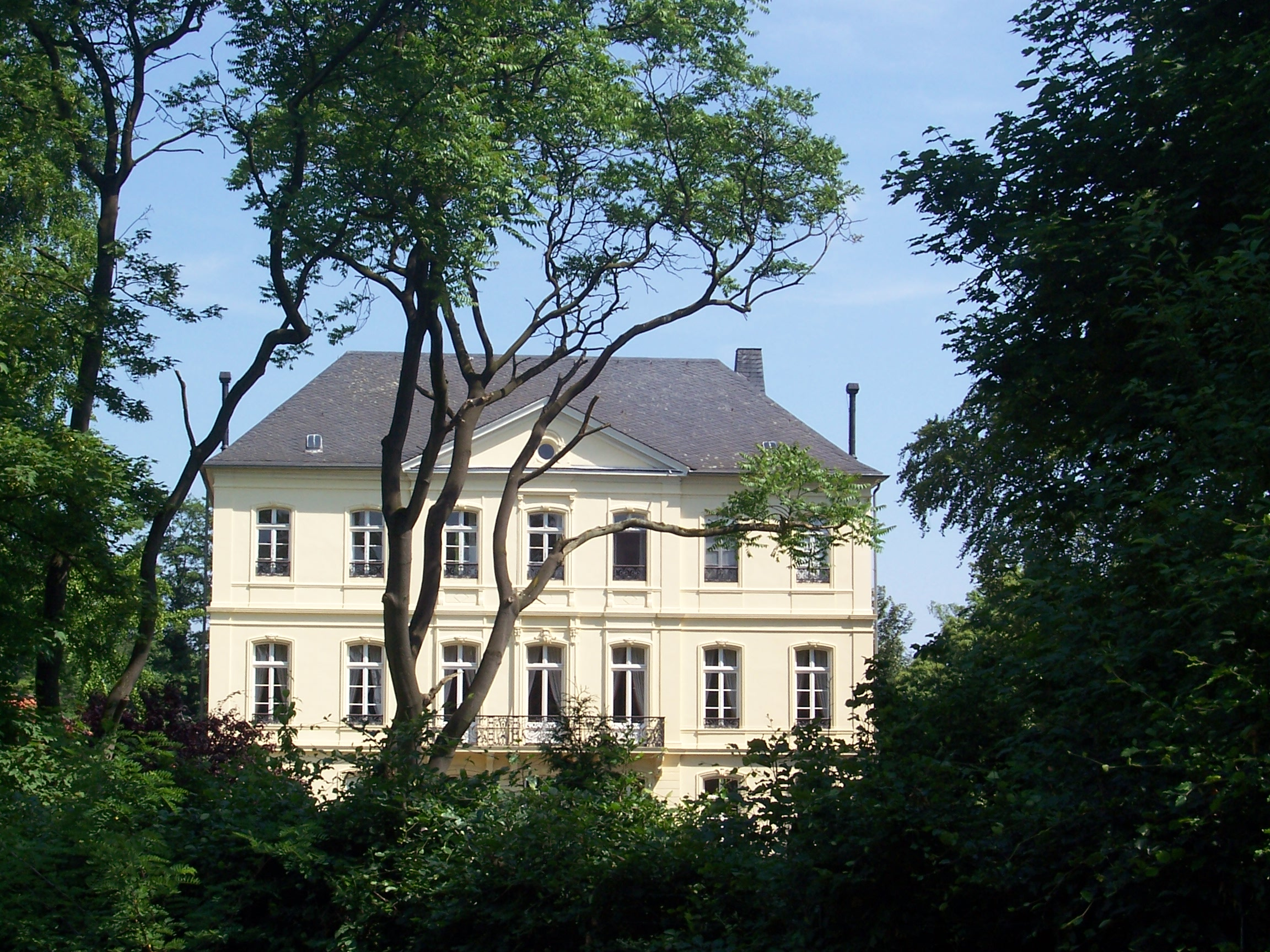
Conacul Leyenburg, Rheurdt, din 1772

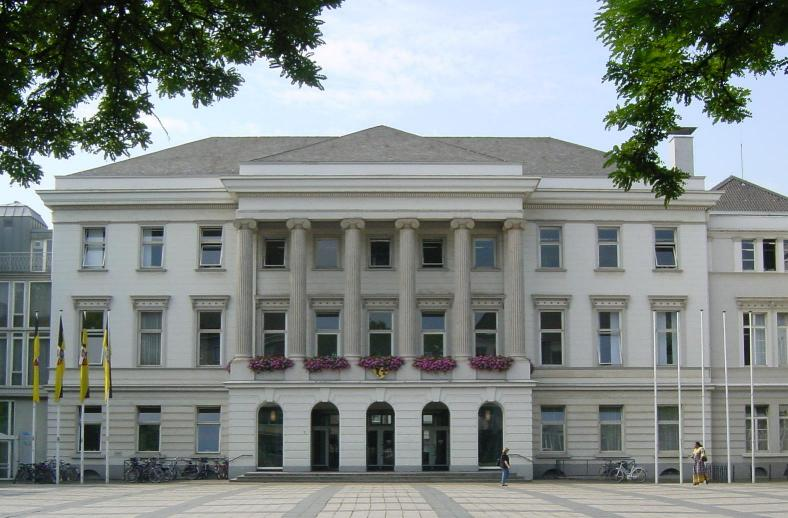
Casa lui Conrad von der Leyen la Krefeld (acum primărie)

În anul morții lui Frederic cel Mare, 1786, frații Conrad, Friedrich și Johann von der Leyen au fost ridicați la rangul de nobilime ereditară. În același timp, când George Washington a construit Casa Albă, Conrad von der Leyen și-a comandat o casă similară, dar mai mare, la Krefeld, între 1791 și 1794, de la arhitectul Martin Leydel. În 1860 a fost vândută orașului Krefeld și de atunci a servit drept primărie. Când armata revoluționară franceză a ocupat Krefeld în 1792, generalul La Marlière i-a luat ca ostatici pe Conrad von der Leyen, câteva dintre rudele sale și alți câțiva cetățeni de frunte și a forțat orașul să-i plătească 300.000 de guldeni. Totuși, se spune că Conrad și tovarășii săi au recâștigat cea mai mare parte, jucând cărți cu generalul.

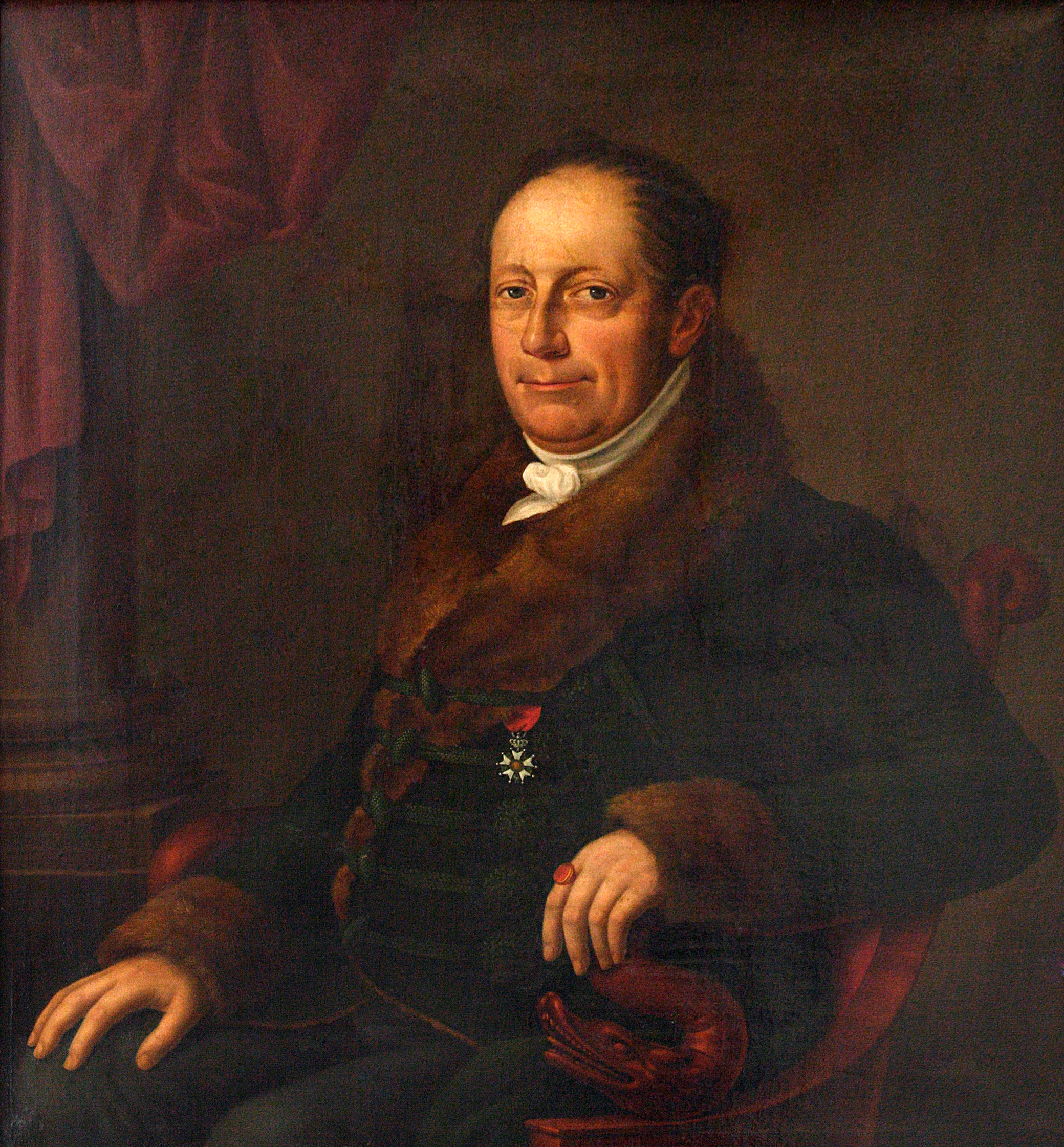
Friedrich Heinrich, baronul von der Leyen (1769–1825), baronul mătăsii

În 1795, malul stâng al Rinului, inclusiv Krefeld, a fost cucerit în timpul Războiului Primei Coaliții și anexat de Prima Republică Franceză. Friedrich Heinrich von der Leyen (1769–1825), un fiu al fratelui lui Conrad, Friedrich, a devenit primar al orașului Krefeld în 1800 și a fondat camera de comerț locală. În 1803 a cumpărat castelul Bloemersheim de lângă Neukirchen-Vluyn și anul următor Meer Estate din Meerbusch, ambele fiind încă deținute de familie. În 1804, Napoleon a vizitat Krefeld și a rămas în reședința von der Leyen. În anul următor Friedrich Heinrich a devenit membru al Adunării Constituante franceze, iar în 1813 a fost creat baron ereditar de către Napoleon, în 1816 tot de regele Prusiei (cu numele de Baron von der Leyen zu Bloemersheim), când regiunea a trecut înapoi la Prusia după înfrângerea lui Napoleon. Baronului mătăsii i s-au acordat numeroase recunoașteri franceze și prusace.
În 1828, muncitorii de la fabricile von der Leyen s-au răzvrătit împotriva angajatorilor lor, iar Regimentul 11 de Husari a înăbușit rebeliunea. Karl Marx a descris-o drept „prima revoltă a muncitorilor din istoria Germaniei”.
Gustav Heinrich, baronul von der Leyen zu Bloemersheim, a murit în 1857 ca ultimul producător de mătase al familiei. El nu reușise să restabilească afacerea la vechiul ei succes după războaiele napoleoniene. Văduva lui a vândut fabricile și s-a mutat în moșiile ei agricole, pe care filiala baronală a familiei Bloemersheim le operează până în prezent.
Heiko von der Leyen, soțul politicianului Ursula von der Leyen (fostul ministru federal german al apărării și actualul președinte al Comisiei Europene), aparține unei ramuri a familiei înnobilate (dar nu și baronialului Bloemersheim).

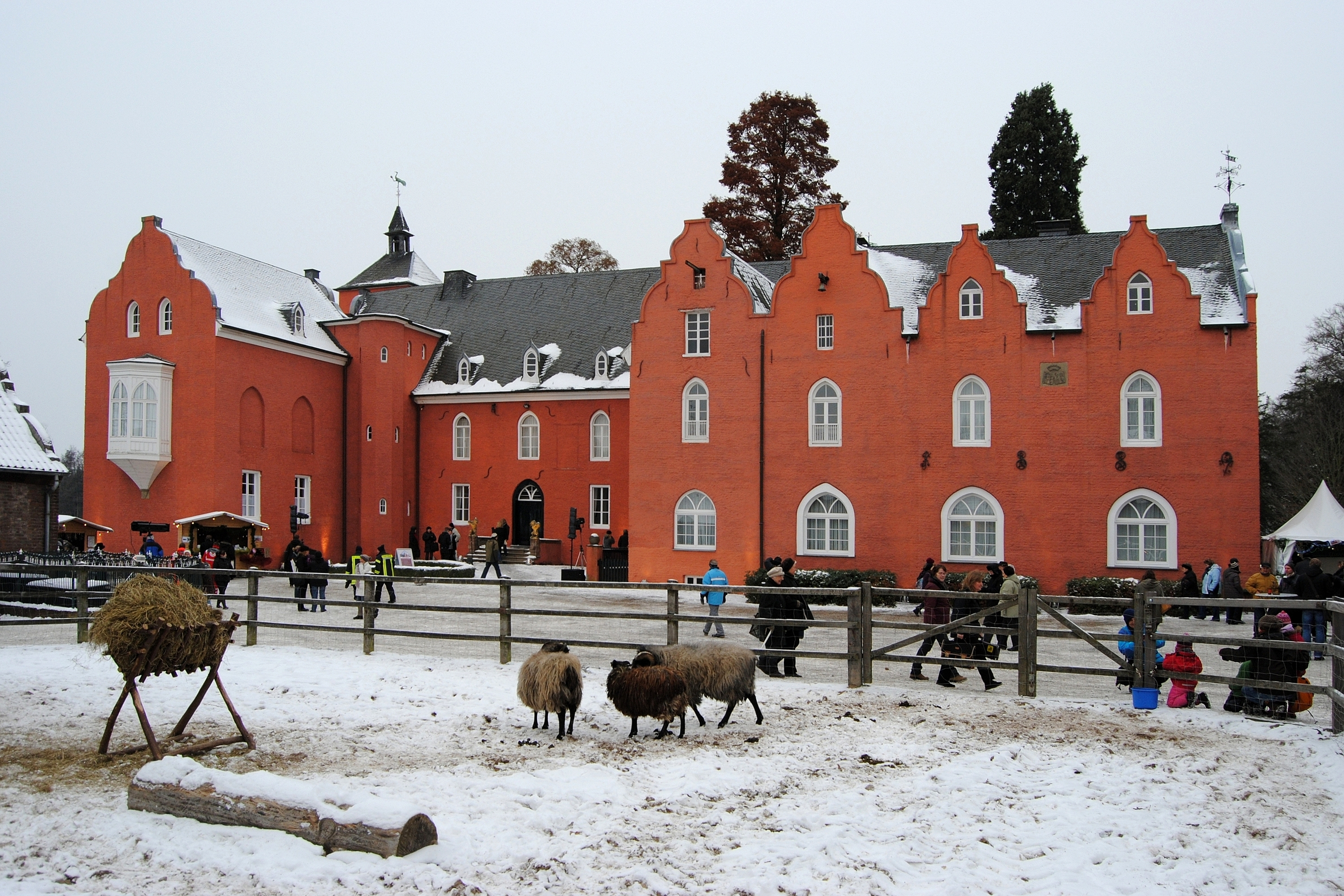
Castelul Bloemersheim
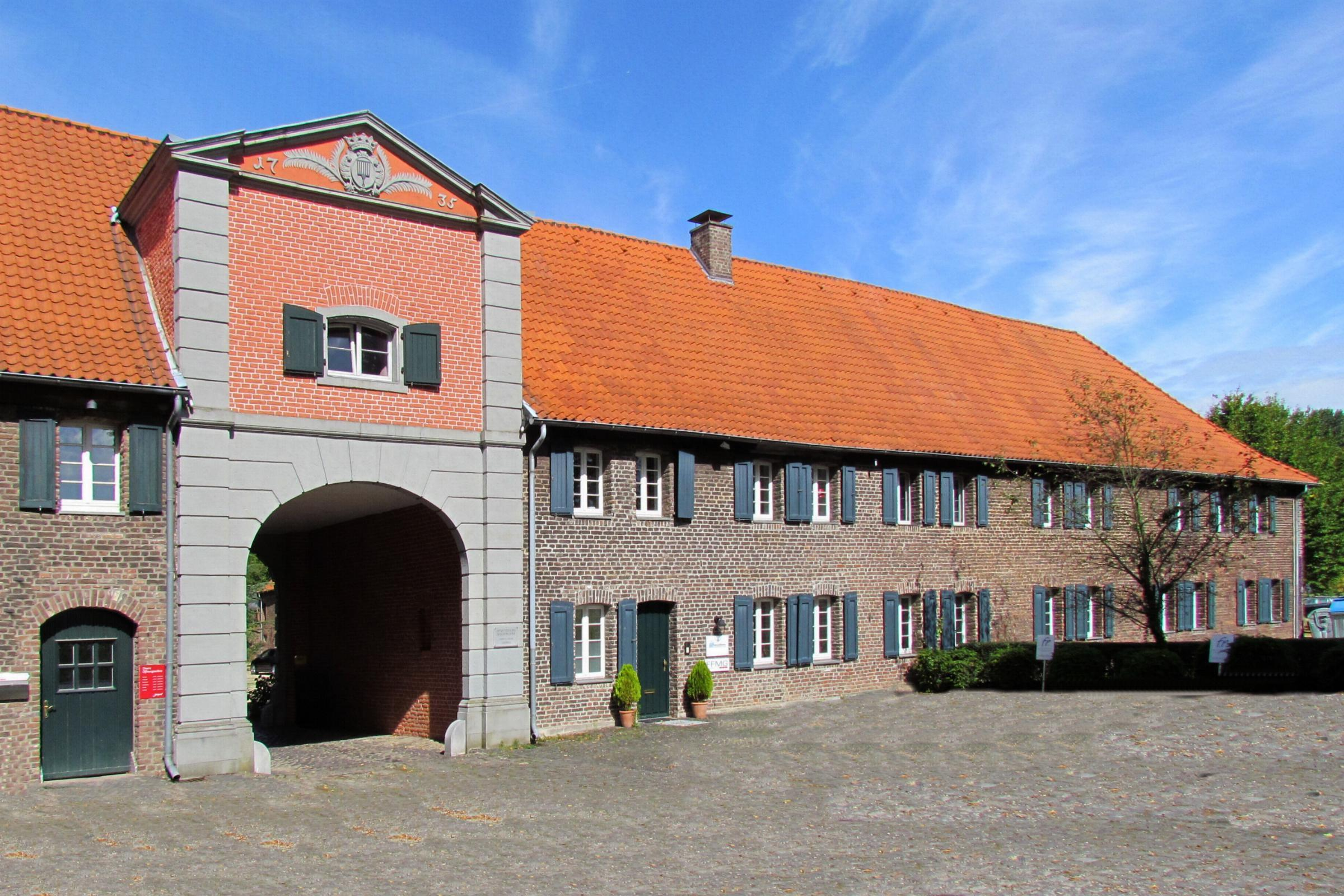
Haus Meer Estate
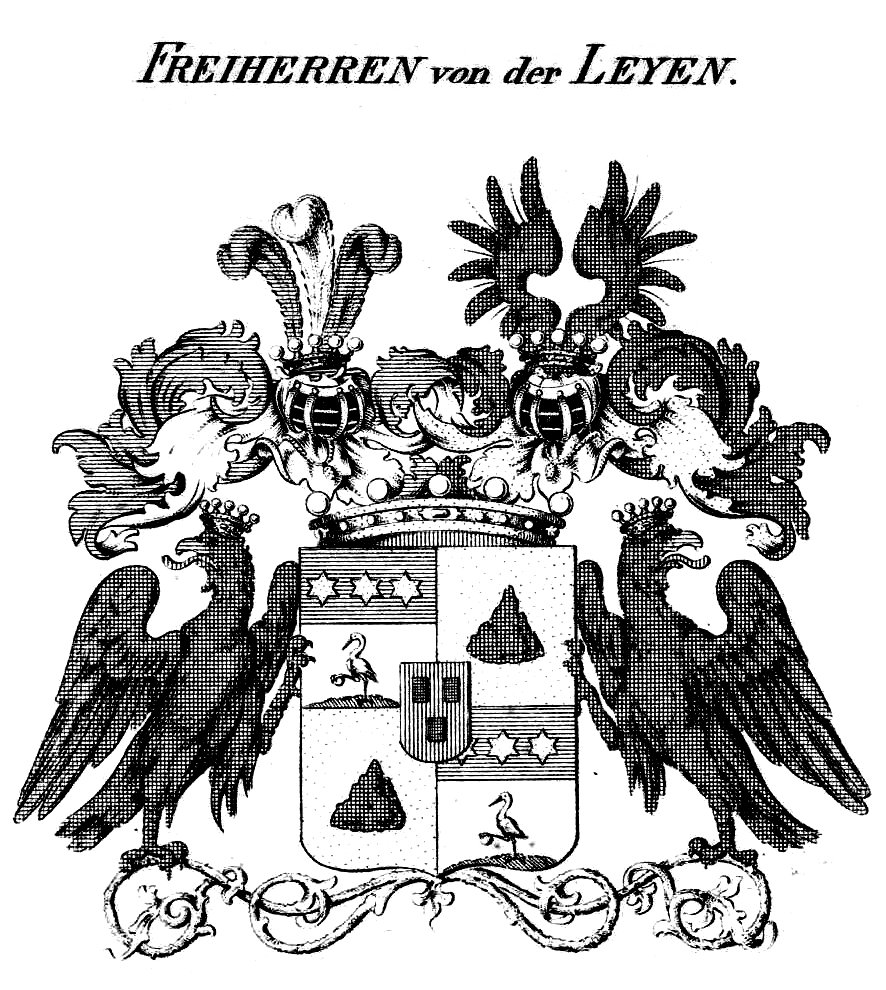
Blazonul baronal